# Eulasiona fasciata
Eulasiona fasciata là một loài ruồi trong họ Tachinidae.